# Beigang
Beigang (chiń. 北港鎮; pinyin Běigăng Zhèn; pe̍h-ōe-jī Pak-káng-tìn) – miejscowość i gmina miejska w zachodniej części Tajwanu w powiecie Yunlin nad rzeką Beigang Xi. W 2010 roku liczyła 43 059 mieszkańców. Ważny ośrodek kulturalny.
W Beigang znajduje się świątynia Chaotian poświęcona bogini morza Mazu, będąca głównym miejscem jej kultu na wyspie i najstarszą świątynią Tajwanu. Odbywa się tu także międzynarodowy festiwal muzyczny.